# Królewskie Ogrody Botaniczne w stanie Wiktoria

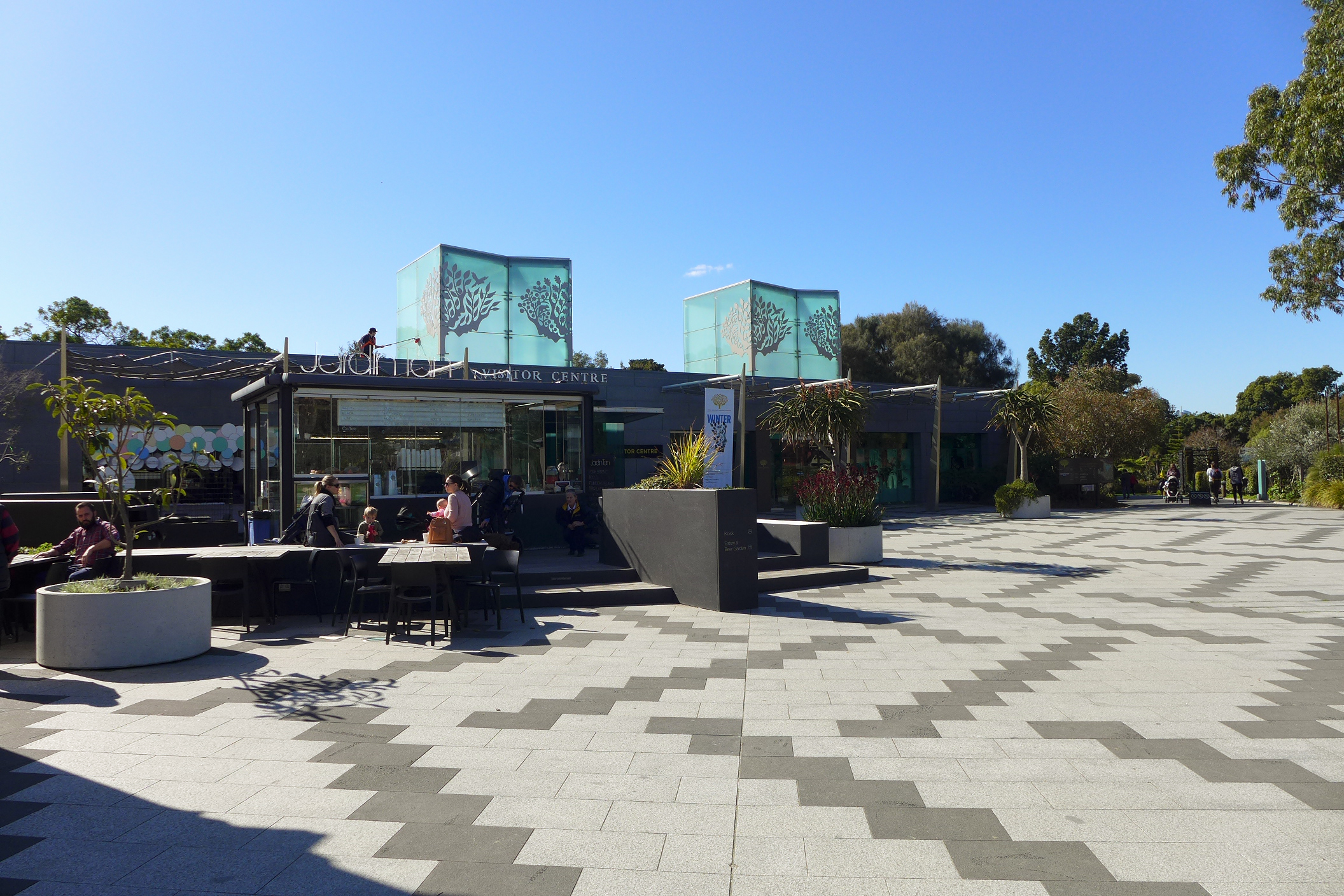
Visitor Centre

Królewskie Ogrody Botaniczne w stanie Wiktoria (Royal Botanic Gardens Victoria) – ogrody botaniczne położone na obszarze Melbourne i Cranbourne w Australii.
Ogrody Melbourne powstały w 1846 r., kiedy po południowej stronie rzeki Yarra przeznaczono ziemię pod nowy ogród botaniczny. Teren rozciąga się przez 36 hektarów, opadając w stronę rzeki, licznie pokryty drzewami, podwyższonymi grządkami, jeziorami i trawnikami. W jego obrębie znajduje się prawie 50 000 pojedynczych roślin, reprezentujących 8500 różnych gatunków. Prezentuje się je podzielone na 30 kolekcji.
Cranbourne Gardens zostało założone w 1970 roku, po tym jak grunty zostały nabyte przez Ogrody na południowo-wschodnich obrzeżach Melbourne w celu założenia placówki poświęconej roślinom australijskim. Jako głównie dzikie miejsce, ważne dla zachowania różnorodności biologicznej, zostało otwarte dla zwiedzających w 1989 roku. 
Królewskie Ogrody Botaniczne są domem dla State Botanical Collection, która mieści się w National Herbarium of Victoria, i zawiera 1,5 miliona zakonserwowanych roślin, glonów i grzybów oraz najbardziej wszechstronną bibliotekę botaniczną Australii.